# Піонер-Венера-2

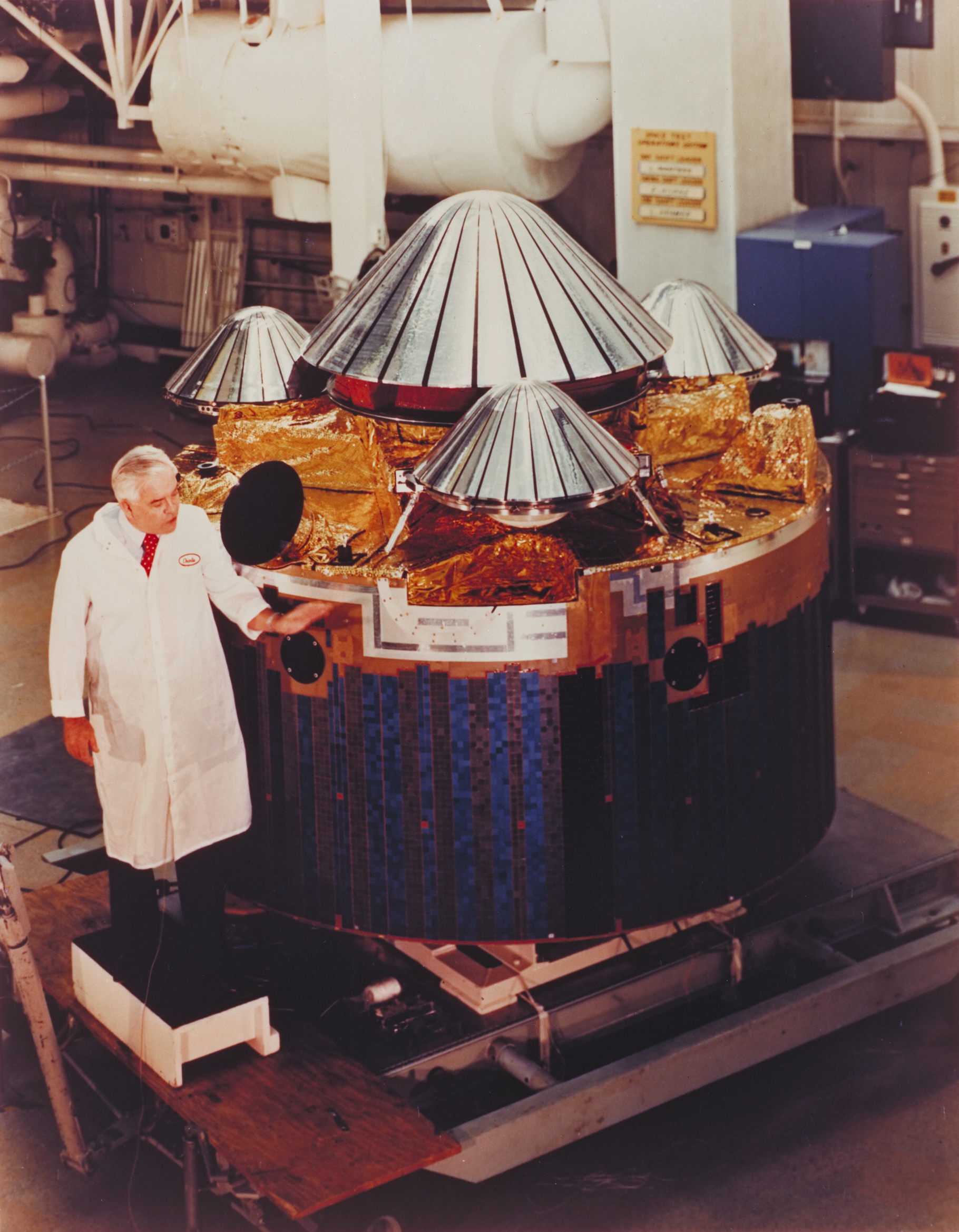

Піонер-Венера-2 — автоматична міжпланетна станція НАСА, запущена 8 серпня 1978 року з метою вивчення Венери. Станція переносила чотири апарати спуску, які успішно виконали свою місію. Офіційна назва — Pioneer Venus Multiprobe, в документах НАСА станція фігурує також як Pioneer Venus 2 і Pioneer 13.

## Конструкція станції
Станція складалася із траєкторного модуля і розміщених на ньому апаратів приземлення — одного «великого» (large probe) і трьох ідентичних «малих» (small probes). Маса траєкторного модуля становила 290 кг, маса «великого» апарата — 315 кг, маса кожного із «маленьких» — 90 кг.

## Склад наукового обладнання
Апаратура «великого» апарата дозволяла проводити 7 наукових експериментів:
- дослідження складу атмосфери за допомогою мас-спектрометра нейтральних часток та газового хроматографа;
- дослідження ступеня проникнення в атмосферу сонячного випромінювання за допомогою радіометра;
- дослідження в інфрачервоному діапазоні;
- дослідження розміру і форми хмарних часток за допомогою спектрометра і нефелометра;
- дослідження за допомогою датчиків температури, тиску і прискорення.

Апарат діаметром 1,5 метра був обладнаний парашутом.
«Малий» апарат (діаметр 0,8 метра) міг вимірювати температуру, тиск, прискорення і хмарні частки. Парашутів апарат не мав.
Всі апарати передавали дані безпосередньо на Землю. За змінами радіосигналу було можливо спостерігати за змінами вітрів та турбулентності атмосфери.
Траєкторний модуль був обладнаний мас-спектрометрами нейтральних частинок і іонів для вимірювання складу верхніх шарів атмосфери. Модуль не був обладнаний тепловим захистом, який би дозволяв йому залишатися працездатним в умовах зниження до нижчих шарів атмосфери Венери. Апарати приземлення, навпаки, не могли працювати у верхніх шарах атмосфери.

## Перебіг космічної експедиції
16 листопада 1978 року від станції відокремився «великий» модуль, 20 листопада — три «малих». Усі чотири модулі увійшли в атмосферу планети 9 грудня і спускалися приблизно протягом 50—60 хвилин. Після чого один із «маленьких» апаратів пропрацював на поверхні планети більше години, хоча і не був на це розрахований. Зв'язок з траєкторним модулем був втрачений, коли він знаходився на висоті 110 км.
«Великий» і один «малий» апарати увійшли до атмосфери з денного боку Венери, інші два — з нічного (у південному і в північному півкулях).
За даними апаратів був визначений склад атмосфери Венери. Зокрема, виявилось, що концентрація аргону-36 і аргону-38 у венеріанській атмосфері в 50—500 разів перевищує концентрацію цих газів в атмосфері Землі (за концентрацією інертних газів можна судити про еволюцію планети і вулканічної активності). Важливими відкриттями стали виявлення нижче хмарних шарів водяної пари і високої (в порівнянні з тією, що очікувалася) концентрації молекулярного кисню. Це говорило на користь більшої кількості води в геологічному минулому планети.
У хмарній покрові Венери, за даними апаратів, були виявлені як мінімум три добре помітних шари. Верхній шар (висота 65—70 км), містить краплі концентрованої сірчаної кислоти. Середній шар, окрім сірчаної кислоти, містить велике число рідких і твердих часток сірки. Нижній шар (висота близько 50 км) містить більші частки сірки. Було визначено, що на рівні нижче 30 км атмосфера відносно прозора.
Виміри температур на різних висотах підтвердили гіпотезу про парниковий ефект. Верхня атмосфера Венери виявилася холодніша, ніж припускали раніше: на висоті 100 км — мінус 93 °C, на верхній межі хмар — мінус 40—60 °C.